# 호구 (바둑)
호구(虎口, 영어: Tiger's Mouth 또는 Hanging Connection)는 바둑에서 돌이 특정한 모양으로 배치된 상태이다. 호랑이가 입을 벌리고 있는 모습과 같다 하여 '호구'라는 이름이 붙었다.
|  |  |  |  |  |
|  |  |  |  |  |
|  |  |  |  |  |
|  |  |  |  |  |
|  |  |  |  |  |

이 때 백이 a에 놓을 경우, 다음 흑이 b에 두어 백을 따먹을 수 있다. 이렇게 3개의 돌이 위와 같이 놓여 있고 세 돌과 모두 접하는 점에 상대가 놓을 경우 그 돌을 따먹을 수 있는 모양을 호구라고 한다.
그러나 다음과 같이, 세 돌 사이에 상대가 놓더라도, 따먹히지 않는 모양은 호구라고 하지 않는다.
|  |  |  |  |  |
|  |  |  |  |  |
|  |  |  |  |  |
|  |  |  |  |  |
|  |  |  |  |  |

|  |  |  |  |  |
|  |  |  |  |  |
|  |  |  |  |  |
|  |  |  |  |  |
|  |  |  |  |  |